# Besluit voorkoming dubbele belasting 2001
Het Besluit voorkoming dubbele belasting 2001 (het Bvdb 2001 of de Eenzijdige Regeling) is een Nederlandse unilaterale regeling die probeert te voorkomen dat personen die in Nederland wonen of gevestigd zijn over hetzelfde inkomen tweemaal belast worden, namelijk in Nederland en een ander land. Hiertoe verleent Nederland, indien het Bvdb 2001 van toepassing is, onder omstandigheden een vermindering van de in Nederland verschuldigde belasting. De vermindering kan bestaan uit een zogenoemde belastingvrijstelling (een vrijstelling van Nederlandse belasting voor de niet-Nederlandse belasting over het niet-Nederlandse deel van het inkomen) of een zogenoemde belastingverrekening (een vermindering van de Nederlandse belasting voor het bedrag van de buiten Nederland betaalde belasting). Toepassing van het Bvdb 2001 is veelal alleen aan de orde indien geen belastingverdrag van toepassing is.

## Reikwijdte en voorwaarden
Het Besluit ziet op de inkomstenbelasting, loonbelasting, vennootschapsbelasting, erfbelasting en kansspelbelasting. De regeling ziet dus niet op indirecte belastingen zoals Omzetbelasting en douanerechten Er kan pas gebruik worden gemaakt van het besluit indien aan de volgende voorwaarden is voldaan:
- Er wordt niet op een andere manier in voorkoming van dubbele belasting voorzien. Dit betekent nagenoeg altijd dat er geen belastingverdrag van toepassing mag zijn
- De persoon moet in Nederland wonen, en binnenlands belastingplichtig zijn.
- Er moet sprake van een dubbele belastingplicht zijn. Dit hoeft niet noodzakelijkerwijs te beteken dat men in twee landen belasting betaalt, men hoeft slechts in beide landen belastingplichtig te zijn.
- De manier van belastingheffing in het andere land komt overeen met het Nederlandse stelsel.[1]

Indien men aan bovenstaande voorwaarden voldoet krijgt men een vermindering van de in Nederland te betalen belasting.

## Inwoner
In onderstaande tekst zal steeds het woord 'Inwoner' gebruikt worden om een iemand die volgens de regels van de Algemene Wet Rijksbelastingen in Nederland woont. Dit ziet dus op inwonerschap volgens fiscale wetgeving, niet civiele wetgeving. Het ingeschreven staan bij een gemeente of Nederlands staatsburger zijn hoeft bijvoorbeeld geen fiscaal inwonerschap te betekenen.

## Inkomstenbelasting

### Methoden ter voorkoming
De genoemde aftrekken worden steeds per box apart berekend. De termen 'Totale Inkomen', 'Buitenlands Inkomen' en 'Totale Belasting' zien dus steeds op het inkomen en de belasting per Box.
Verrekeningsmethode
Bij verrekening wordt in Nederland de belasting berekend alsof het gehele inkomen in Nederland belast zou zijn. Vervolgens wordt hiervan het in het buitenland betaalde bedrag aan belasting afgetrokken.
Vrijstellingsmethode
Bij de vrijstellingsmethode wordt een aftrek verleend te grootte van het buitenlands inkomen maal het gemiddeld belastingtarief in Nederland.Door deze manier van vrijstellen kan Nederland over het Nederlands inkomen hetzelfde tarief heffen als wanneer het gehele inkomen in Nederland belast zou zijn. Dit wordt vrijstelling met progressievoorbehoud genoemd. Deze aftrek wordt als volgt berekend:
{\displaystyle Totale\ belasting\times {\frac {Buitenlands\ Inkomen}{Totale\ Inkomen}}}
Hierbij is de totale belasting de belasting die verschuldigd zou zijn indien het gehele inkomen in Nederland belast zou zijn.

### Inkomsten uit werk en woning (Box 1)
In Box 1 valt de winst uit onderneming, het loon, inkomsten uit eigen woning en belastbare periodieke uitkeringen. Resultaat uit overige werkzaamheden valt dus niet onder het BvdB 2001. De aftrek in Box 1 wordt in beginsel met de vrijstellingsmethode berekend. Voor de berekening wordt bij het 'Totale Inkomen', het inkomen uit werk en woning gebruikt, maar hier wordt de persoonsgebonden aftrek bij opgeteld als eenzelfde soort aftrek al in het andere land is verleend.
Sporters, artiesten en bemanningsleden van internationale zee- of luchtvaartuigen worden specifiek uitgezonderd in het BvdB 2001. Bij deze groepen is de vrijstelling namelijk het laagste van de vrijstellingsmethode en de verrekeningsmethode. Daarnaast mag de vermindering nooit meer bedragen dan de in Nederland verschuldigde belasting indien het gehele inkomen in Nederland belast zou zijn.

De Doorschuif- en Inhaalregeling
Indien in een jaar het 'Totale Inkomen' negatief is (doordat bijvoorbeeld de hypotheekrenteaftrek groter is dan het Nederlands en buitenlands inkomen samen), wordt de aftrek negatief. Men kan dan de vermindering niet gebruiken. In dit geval wordt het buitenlands inkomen doorgeschoven naar een volgend jaar. Indien het buitenlands inkomen negatief is, is er ook geen vermindering mogelijk. Omwille van eerlijkheid (zodat men zowel positief als negatief buitenlands inkomen mag doorschuiven) moet in dat geval in een volgend jaar eerst dit negatieve buitenlandse inkomen 'ingehaald' te worden door het te verreken met het positieve buitenlandse inkomen.

### Inkomsten uit aanmerkelijk belang (Box 2)
Voor dividenden die in Box 2 vallen geldt ook het minste van de vrijstellings- en verrekeningsmethode. Echter, dit geldt alleen indien de vennootschap die de dividenden uitkeert in een ontwikkelingsland (zie hier[dode link] voor de aangewezen ontwikkelingslanden) is gevestigd. De dividenden moeten in het bronland ook onderworpen zijn aan een inkomstenbelasting.

### Inkomsten uit sparen en beleggen (Box 3)
Voor onroerende zaken gelegen in het buitenland, of aandelen in een onderneming die gelegen is in het buitenland wordt de vrijstellingsmethode toegepast. Onder inkomen verstaat men hier niet daadwerkelijk inkomen, maar inkomen zoals dat in Box 3 berekend wordt; 4% van de waarde van het onroerend goed of de aandelen. Van deze waarde moeten wel de schulden af die met deze onroerende goederen of aandelen samenhangt.
Indien men dividenden of interest uit een ontwikkelingsland ontvangt en hier in het buitenland een voorheffing over is ingehouden, wordt de verrekeningsmethode toegepast. Deze dividenden moeten dan wel ontvangen zijn uit aandelen die niet in box 2 vallen. Als maximum van de vermindering wordt 15% van het dividend of de interest aangehouden. Daarnaast mag de vermindering ook niet meer bedragen dan dat er in Nederland aan belasting verschuldigd is in box 3.

## Loonbelasting
Indien een inwoner van Nederland over loon dat op buitenlands grondgebied is verdiend al in het buitenland belasting heeft betaald, hoeft die inwoner onder omstandigheden in Nederland over het loon dat buiten Nederland verdiend is, geen loonbelasting te betalen.

## Vennootschapsbelasting
In beginsel is een vennootschap vrijgesteld van vennootschapsbelasting over winst die in het buitenland behaald is met behulp van een vaste inrichting of vaste vertegenwoordiger (zie voor deze begrippen belastingverdrag). Daarnaast geldt dit ook voor winst behaald met onroerende zaken (en de kosten van schulden die daar mee samenhangen) die gelegen zijn in een ander land. In het andere land moet echter wel een winstbelasting aanwezig zijn en de buitenlandse winst moet hier aan onderworpen zijn. De vermindering wordt berekend met behulp van de vrijstellingsmethode. Als maximumvermindering geldt de belasting die in Nederland verschuldigd zou zijn bij een geheel binnenlandse winst. Ook hier is een Inhaal- en doorschuifregeling van toepassing, met dezelfde systematiek als uitgelegd onder Inkomsten uit werk en woning.
Indien een vennootschap dividenden, royalty's, of interest ontvangt uit een ontwikkelingsland (zie hier[dode link] voor de aangewezen ontwikkelingslanden) en het zij onderworpen zijn aan een winstbelasting wordt voor deze bestanddelen een vermindering gegeven op basis van de verrekeningsmethode. Als maximale vermindering geldt zowel de in het buitenland geheven bronheffing als de vermindering die met behulp van de vrijstellingsmethode berekend zou zijn. De vermindering kan nooit meer zijn dan de totaal in Nederland verschuldigde vennootschapsbelasting.

## Recht van successie en recht van schenking
Indien een niet-inwoner een erfenis of schenking verkrijgt uit Nederland, en in deze erfenis zit een onderneming of onroerende zaak die in het buitenland gevestigd of gelegen is, wordt een vermindering verleend van erfrecht of schenkingsrecht. De vermindering is het minst van de in het buitenland geheven schenk- of erfbelasting en de schenk- of erfbelasting die in Nederland verschuldigd zou zijn. De vermindering kan ook hier niet meer bedragen dan de totaal in Nederland verschuldigde schenk- of erfbelasting.
Vóór de wijziging van de Successiewet 1956 per 1 januari 2010 werd er nog Recht van overgang geheven. Dit was in principe schenk- en erfbelasting over verkrijging uit het buitenland. Het recht van overgang is per 1 januari 2010 afgeschaft, indien men een erfenis of schenking verkrijgt van een inwoner van een ander land is er dus in Nederland geen schenk- of erfbelasting over verschuldigd.

## Kansspelbelasting
Indien men in een ander land over een prijs reeds kansspelbelasting of een soortgelijke belasting heeft moeten betalen, is men in Nederland vrijgesteld van kansspelbelasting.

## Voetnoten
1. ↑  Graaf, A.C.G.A.C de (2009) Internationaal Belastingrecht, Deventer. pp. 62